# José de León y Mansilla
José de León y Mansilla (Córdoba, ¿? - d. de 1730) fue un poeta gongorino español.
Prolongó la obra de su coterráneo Luis de Góngora escribiendo una Soledad tercera (Córdoba: Esteban de Cabera, 1718) para proseguir sus incompletas Soledades. En este pastiche logra asimilar los recursos estilísticos de su paisano. León y Mansilla sigue la poética del culteranismo, y en los preliminares lo declara:
Siempre ha sido el primor de la pintura las sombras; no porque éstas se finjan deidades, sino porque ellas sirven como diadema a las luces. No fuera venerado tanto lo hermoso del sol, si la noche con sus sombras obscuras, tanto como viste en ellas, no le ganara otros tantos amantes a sus matutinos rayos. Luz es el sabio, a cuya claridad, ¡oh lector docto!, rindo estos poéticos desvelos
Reaparece el personaje del peregrino náufrago al lado del mar, vuelve a asistir a una escena de caza y de nuevo escucha la alocución de un hombre entrado en años. En el plan original que debía constar de cuatro soledades, corresponde a la Soledad de las selvas o tercera edad del hombre (virilidad), tras la adolescencia y la juventud. En esta obra lo más distinto en el texto es el amor del peregrino, que esta vez es correspondido por la joven Leucipe, que vive en un palacio construico sobre la cima de un monte. Este amor correspondido es anticipado ya en uno de los sonetos liminares:
Pasos del peregrino son, no errantes / sino acertados ya; pues ha logrado / mirar del sol lo que lloró eclipsado / venerando sus luces ya constantes
La obra de José de León cuenta 1082 versos y 16 de introducción. Incluye también dos sonetos del autor en los liminares y un "Prólogo al lector" en prosa, además de una dedicatoria a don Pedro de Salazar y Góngora y dos sonetos de sus amigos. 
Posteriormente, ya en el siglo XX, Rafael Alberti compondrá también una Soledad tercera.